# Afrowatsonius marginalis
Espèce
Afrowatsonius marginalis est une espèce de papillons de nuit de la famille des Erebidae. 

## Répartition
On le trouve en République du Congo, en République démocratique du Congo, au Ghana, en Guinée, en Côte d'Ivoire, au Malawi, au Nigeria, au Sénégal, en Sierra Leone et au Togo.

## Systématique
Le nom valide complet (avec auteur) de ce taxon est Afrowatsonius marginalis (Walker, 1855).